# Îles Pi
Les îles Pi (en anglais : Pi Islands, en espagnol : Islotes Pi) sont un groupe de deux îlots et récifs de l'archipel des îles Melchior de l'archipel Palmer en Antarctique. Ce groupe est situé à 1.5 km à l'est de l'extrémité nord-est de l'île Omega.
Le nom de Pi (la 16e lettre de l'alphabet grec) a été utilisé pour la première fois sur une cartographie de 1948 par l'expédition antarctique de la marine argentine en 1942-43. Les noms de Islotes Sidders et Islotes Suboficial Rubanes sont aussi usités par l'Argentine. Les noms sont probablement des membres des expéditions antarctiques argentines de 1947 à 1948 et de 1958 à 1959.

## Revendications territoriales
L'Argentine intègre l'île dans la province de la Terre de Feu, de l'Antarctique et des îles de l'Atlantique sud. Le Chili l'intègre dans la commune de l'Antarctique chilien de la province de l'Antarctique chilien à la région de Magallanes et de l'Antarctique chilien. Au Royaume-Uni l'île est intégrée au territoire antarctique britannique.
Les trois revendications sont soumises aux dispositions et restrictions de souveraineté du traité sur l'Antarctique. Les îles est donc nommées :
- Argentine : Islotes Sidders ou Islotes Suboficial Rubanes
- Chili : Islotes Pi
- Royaume-Uni : Pi Islands